# Whittingehame Tower

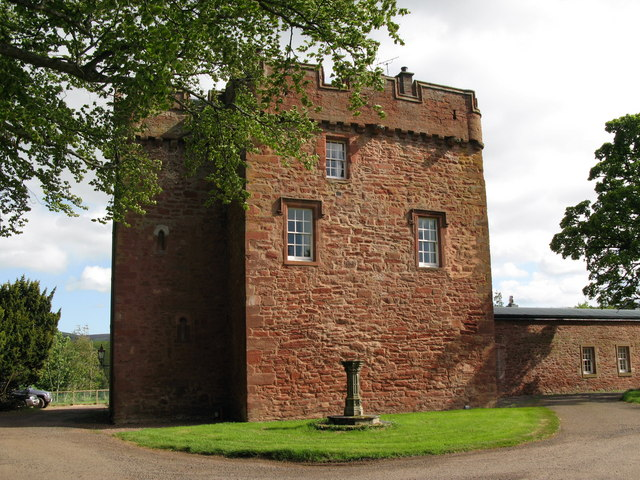
Whittingehame Tower

Whittingehame Tower ist ein Tower House in dem schottischen Weiler Whittingehame in der Council Area East Lothian. 1971 wurde das Bauwerk in die schottischen Denkmallisten in der höchsten Kategorie A aufgenommen. Die zugehörige Lodge ist separat als Kategorie-A-Denkmal eingestuft.

## Geschichte
Vor 1372 gehörten die Ländereien von Whittingehame zu den Besitztümern der Earls of March. Durch Heirat fielen sie in diesem Jahre dem Clan Douglas zu und verblieben über Jahrhunderte in dessen Besitz. Whittingehame Tower entstand im späten 15. oder frühen 16. Jahrhundert. Angeblich trafen sich in den 1560er Jahren James Douglas, 4. Earl of Morton und James Hepburn, 4. Earl of Bothwell auf dem Anwesen, um die Ermordung von Henry Stuart, Lord Darnley, Gemahl der schottischen Königin Maria Stuart und formal König von Schottland, vorzubereiten. William Douglas of Whittingehame war 1603 königlich-englischer Gesandter in Kopenhagen. Dessen Enkel, Robert Graf Douglas (1611–1662) verpflanzte diesen Zweig des Geschlechts nach Schweden und wurde dort Feldmarschall. Von ihm stammt die bis heute bestehende schwedische Grafenfamilie Douglas ab, die in einem Zweig bis heute auch auf dem badischen Schloss Langenstein ansässig ist. 
1660 gelangten die Ländereien durch Heirat in den Besitz des Clans Seton und später des Clans Hay. 1817 veräußerten sie Wittingehame an James Balfour. Dieser ließ das rund 300 m westlich gelegene Herrenhaus Whittingehame House erbauen. Nach James Balfours Tod ging das Anwesen an seinen Sohn James Maitland Balfour über, der es wiederum an den späteren Premierminister Arthur James Balfour vererbte. Bis 1963 verblieben die Ländereien in Familienbesitz.

## Beschreibung
Whittingehame Tower liegt an dem Bach Whittingehame Water in der Streusiedlung Whittingehame. Der rote Sandsteinbau gehörte einst zu einer größeren Festungsanlage, von welcher nur noch der Wohnturm übrig geblieben ist. Der Turm schließt mit einer auskragenden Brüstung. Ein Spitzbogenfenster an der Westfassade stammt wahrscheinlich aus dem 19. Jahrhundert. Das Dach des aufsitzenden Caphouse ist mit Staffelgiebel gearbeitet und mit Schiefer eingedeckt. An der Südwestseite schließt ein sieben Achsen weiter Flügel an, der wahrscheinlich im frühen 19. Jahrhundert überarbeitet wurde. Ein flacher Anbau an der Südseite stammt aus dem 20. Jahrhundert.
Die ebenerdigen Räume sind mit Gewölbedecke gearbeitet. Hervorzuheben sind die einzigartigen Stuckdecken im ersten Obergeschoss. Sie sind mit heraldischen, mystischen sowie Fruchtbarkeitssymbolen ornamentiert. Die Arbeiten weise Parallelen zu denen in Lennoxlove House und dem House of the Binns auf und wurden möglicherweise von denselben Personen ausgeführt.

## Lodge
Die Lodges flankieren einen ehemaligen Zufahrtsweg aus nördlicher Richtung. Sie liegen rund 250 m nördlich des Tower House. Sie stammen wahrscheinlich aus dem frühen 18. Jahrhundert. Die Gestaltung weist Parallelen zu den Lodges von Mavisbank House auf. Diese wurden von William Adam entworfen, was auf eine Beteiligung des bekannten Architekten an vorliegendem Bauwerk hindeuten könnte. Das Mauerwerk besteht aus Quadern von rotem Sandstein, wobei ein späterer Anbau mit Bruchstein ausgeführt wurde. Die Dächer sind mit grauem Schiefer eingedeckt.
Die westliche Lodge befindet sich weitgehend in Originalzustand. An der Nordfassade tragen Pilaster mit ornamentierten Kapitellen einen Architrav. Ein gesprengter Giebel bekrönt den zentralen Eingang. Oberhalb der Fenster verlaufen Friese mit Metopen und Triglyphen. Die Nordseite der östlichen Lodge ist der der westlichen identisch. Im Gegensatz wurde sie jedoch um 1820 zu einem L-förmigen Gebäude erweitert. Sie ist mit dorischen Pilastern verziert.